# Too Young to Be Sad
 Too Young to Be Sad è il secondo EP della cantante canadese Tate McRae, pubblicato il 26 marzo 2021 dalla RCA.

## Tracce
1. Bad Ones – 3:03
2. Rubberband – 2:27
3. Slower – 3:08
4. R U OK – 3:06
5. You Broke Me First – 2:49
6. Wish I Loved You in the 90s – 2:57